# Oxydia dognini
Oxydia dognini är en fjärilsart som beskrevs av Eugenio Giacomelli 1915. Oxydia dognini ingår i släktet Oxydia och familjen mätare. Inga underarter finns listade i Catalogue of Life.